# Hoplomorpha camelaea
Espèce
Hoplomorpha camelaea est une espèce de lépidoptère de la famille des Oecophoridae.
On le trouve en Australie.

## Galerie

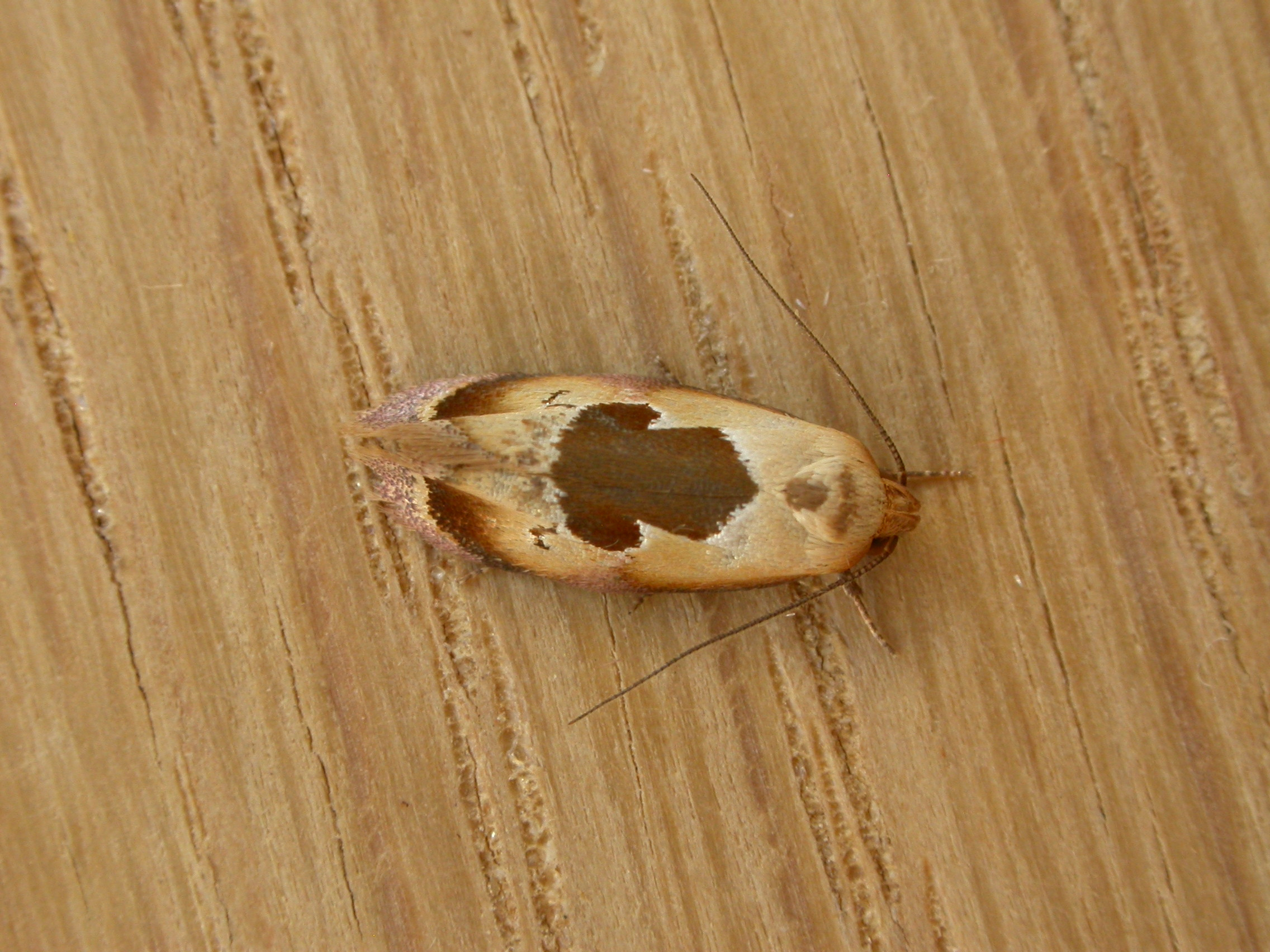